# Мавритания на летних Олимпийских играх 1996
Мавритания принимала участие в Летних Олимпийских играх 1996 года в Атланте (США) в четвёртый раз за свою историю, но не завоевала ни одной медали.